# Die Coopers – Schlimmer geht immer
Die Coopers – Schlimmer geht immer ist eine US-amerikanische Filmkomödie aus dem Jahr 2014. Der deutsche Kinostart war am 9. April 2015.

## Handlung
Alexander Cooper lebt mit seinen Eltern Ben und Kelly sowie seinem großen Bruder Anthony, der älteren Schwester Emily und dem kleinen Bruder Trevor in der Vorstadt. Ben Cooper ist derzeit arbeitslos und kümmert sich um das Baby Trevor. Seine Frau Kelly Cooper arbeitet in der Kinder- und Jugendbuchabteilung eines Verlages.
Alexander Cooper plant gerade seine Party zum 12. Geburtstag am nächsten Tag, ist jedoch am Boden zerstört, als er erfährt, dass der coolste Junge der Schule, Philip Parker, am selben Tag eine viel größere Geburtstagsfeier veranstalten will. Alexander befürchtet daher, dass zu seiner Party niemand von seinen Schulfreunden kommen will. In der Schule läuft es auch nicht besonders gut für Alexander. Zuerst bekommt er nicht das von ihm gewünschte Referat über Australien zugeteilt, dann verbrennt er versehentlich im Chemieunterricht die Notizen von Becky und sein Vater kommt ihn viel zu spät von der Schule abholen. Für den Rest seiner Familie läuft es dagegen richtig gut. In seiner Verzweiflung wünscht sich Alexander, als er die Kerzen auf seiner improvisierten Geburtstagstorte ausbläst, dass auch seine Familie mal einen schrecklichen Tag hat.
Der nächste Tag beginnt für die Familie in einem ziemlich Chaos, alle verschlafen. Emily ist total erkältet, sodass ihr Theaterauftritt in Gefahr ist, Anthonys Freundin Celia macht mit ihm Schluss, Kelly kommt zu spät zur Arbeit und muss dort feststellen, dass sich beim Druck eines neuen Kinderbuches ein verhängnisvoller Druckfehler eingeschlichen hat.
Nur für Alexander läuft es besser. Sein Konkurrent Philip hat die Windpocken und muss daher seine große Geburtstagsfeier absagen. Dadurch kommen seine Schulfreunde jetzt zu Alexanders Party. Alexander schafft es sogar seinen Schwarm Becky zu seiner Party einzuladen.
Anthony versöhnt sich wieder mit Celia, zerstört jedoch versehentlich in der Schule die Vitrine mit den Pokalen und wird dafür suspendiert. Weil Anthony während seiner Führerscheinprüfung an sein Mobiltelefon geht, demoliert er das Auto und fällt natürlich durch die Prüfung. Als es anschließend zu einem großen Streit und Schuldzuweisungen zwischen den Familienmitgliedern kommt, beichtet Alexander, dass er glaubt mit seinem Wunsch den Tag der Familie verwünscht zu haben. Sein Vater Ben glaubt ihm dies jedoch nicht und die Familie versucht mit positivem Denken das Beste aus dem Rest des Tages zu machen.
Emily kommt zwar noch rechtzeitig zu ihrer Theateraufführung, da sie jedoch in der Zwischenzeit zu viel Hustensaft getrunken hat, ist sie nicht ganz bei sich und die Aufführung wird zum Desaster. Das Essen mit einem potentiellen neuen Arbeitgeber läuft für Ben zunächst gut, doch dann fängt sein Hemd versehentlich Feuer, das Ben jedoch wieder löschen kann.
Die Familie sieht schließlich ein, dass der Tag einfach mies ist. Sie sind jedoch froh alle zusammen zu sein. Anthony sagt daraufhin sogar seine Verabredung mit Celia zum Schulball für diesen Abend ab. Als die Familie wieder nach Hause kommt, ist der als Geburtstagsüberraschung für die Party organisierte australische Streichelzoo mit Krokodil und Känguru schon da. Die Party wird ein großer Erfolg und der Tag ist damit gerettet.

## Hintergrund
Der Film basiert lose auf dem gleichnamigen Kinderbuch von Judith Viorst.

## Synchronisation
Für das Dialogbuch und die Dialogregie war Nana Spier im Auftrag der FFS Film- & Fernseh-Synchron GmbH in Berlin zuständig.
| Darsteller        | Rolle            | Deutscher Sprecher    |
| ----------------- | ---------------- | --------------------- |
| Steve Carell      | Ben Cooper       | Uwe Büschken          |
| Jennifer Garner   | Kelly Cooper     | Dorette Hugo          |
| Ed Oxenbould      | Alexander Cooper | Nicolas Rathod        |
| Dylan Minnette    | Anthony Cooper   | Christian Zeiger      |
| Kerris Dorsey     | Emily Cooper     | Friedel Morgenstern   |
| Sidney Fullmer    | Becky Gibson     |                       |
| Bella Thorne      | Celia            | Maresa Sedlmeir       |
| Dick Van Dyke     | Dick Van Dyke    | Reinhard Scheunemann  |
| Jesse Garcia      | Dwayne           | Jeffrey Wipprecht     |
| Donald Glover     | Greg             | Leonhard Mahlich      |
| Samantha Logan    | Heather          | Giovanna Winterfeldt  |
| Joey Capone       | Jimmy            | Christoph Banken      |
| Joel Johnstone    | Logan            | Julius Jellinek       |
| Megan Mullally    | Nina             | Andrea Kathrin Loewig |
| Mekai Curtis      | Paul             | Joshua Wunder         |
| Burn Gorman       | Mr. Brand        | Oliver Feld           |
| Alex Désert       | Mr. Rogue        | Milton Welsh          |
| Jennifer Coolidge | Mrs. Suggs       | Ulrike Möckel         |
| Dennison Samaroo  | Apotheker        | Matthias Klages       |
| Steve Bannos      | Sicherheitsmann  | Matthias Klages       |